# Філіп Уремович
Філіп Уремович (хорв. Filip Uremović, нар. 11 лютого 1997, Пожега, Хорватія) — хорватський футболіст, захисник «Хайдука».

## Клубна кар'єра
Філіп Уремович є вихованцем хорватського клубу «Цибалія», в основі якого дебютував у 2016 році.
Наступні два роки Уремович провів у другій команді загребського «Динамо».
2018 рік Уремович провів у складі словенської «Олімпії», де також відзначився забитим голом.
Влітку того ж року Філіп підписав чотирирічний контракт з російським клубом «Рубін» з Казані. Через деякий час хорват став капітаном казанського клубу.

## Кар'єра в збірній
З 2016 року Філіп Уремович грав за юнацьку та молодіжну збірні Хорватії. У вересні 2020 у матчі Ліги націй проти команди Франції захисник дебютував у національній збірній Хорватії.

## Статистика виступів

### Статистика виступів за збірну
Станом на 14 листопада 2020 року
| Дата       | Місто        | Господарі | Результат | Гості    | Турнір                               | Голи | Примітки |
| ---------- | ------------ | --------- | --------- | -------- | ------------------------------------ | ---- | -------- |
| 8-9-2020   | Сен-Дені     | Франція   | 4 – 2     | Хорватія | Ліга націй УЄФА 2020-2021 - 1-й етап | -    | 57'      |
| 7-10-2020  | Санкт-Галлен | Швейцарія | 1 – 2     | Хорватія | товариський матч                     | -    | 62'      |
| 11-10-2020 | Загреб       | Хорватія  | 2 – 1     | Швеція   | Ліга націй УЄФА 2020-2021 - 1-й етап | -    |          |
| 14-10-2020 | Загреб       | Хорватія  | 1 – 2     | Франція  | Ліга націй УЄФА 2020-2021 - 1-й етап | -    | 56'      |
| 11-11-2020 | Стамбул      | Туреччина | 3 – 3     | Хорватія | товариський матч                     | -    | 46'      |
| 14-11-2020 | Стокгольм    | Швеція    | 2 – 1     | Хорватія | Ліга націй УЄФА 2020-2021 - 1-й етап | -    | 41'      |
| Усього     |              | Матчів    | 6         |          | Голів                                | 0    |          |

## Титули і досягнення
- Чемпіон Словенії (1):

«Олімпія» (Любляна): 2017–18
- Володар Кубка Словенії (1):

«Олімпія» (Любляна): 2017–18